# 横浜市立脳卒中・神経脊椎センター
横浜市立脳卒中・神経脊椎センター（よこはましりつのうそっちゅう・しんけいせきついセンター）は、神奈川県横浜市磯子区にある、横浜市立の医療機関である。脳血管疾患、神経疾患、脊椎脊髄疾患、膝関節疾患、リハビリテーションに特化した病院であり、1999年（平成11年）に開院した。

## 沿革

### 横浜市万治病院
当時の横浜港では検疫制度が未熟であったことから、1870年（明治3年）には天然痘、1877年にはコレラが流行するなど、明治初期の横浜では様々な感染症が流行した。ヘスペリア号事件をきっかけにして、1879年（明治12年）に久良岐郡吉田新田に病者収容所として開設された。1883年（明治16年）には神奈川県に、1891年（明治24年）3月には横浜市に移管された。1897年（明治30年）に「横浜市伝染病院」、1900年（明治33年）には「横浜市万治病院」と名称を変えた。1922年（大正11年）に滝頭町に移転し、感染症専門病院として運営された万治病院であるが、横浜市立市民病院に感染症医療機能が集約されることになり、1991年（平成3年）3月31日に閉院となった。現在は跡地に「横浜市立脳卒中・神経脊椎センター」が建てられており、入口付近の植え込みには「万治病院跡地」と書かれた石碑が設置されている。

### 横浜市老人リハビリテーション友愛病院
横浜電気鉄道（横浜市交通局の前身）の頃に存在した、社員とその家族を対象とした小規模な診療所が前身。施設・設備の拡充のため1936年（昭和11年）8月6日に横浜市電気局共済組合（現 横浜市交通局厚生会）により、旧従業員宿舎（現 横浜市営バス滝頭営業所敷地内）を利用した、横浜市電気局共済組合友愛病院が設立された。1945年（昭和20年）5月には、現在は横浜市立滝頭小学校がある場所に移転。横浜大空襲では一般の患者の治療にもあたった。1946年（昭和21年）4月1日には電気局共済組合が電気局厚生会になり、横浜市電気局厚生会友愛病院に名称変更。拡張を重ね、一般の患者も受け入れるようになったことから事実上地域医療を担う拠点となり、1950年（昭和25年）には分院として生麦診療所を開設（1960年3月閉院）。1972年（昭和47年）4月1日に横浜市衛生局に売却され、1974年から横浜市老人リハビリテーション友愛病院として運営された。病院の老朽化・狭隘化が進んだことから、1991年10月に『友愛病院基本構想検討委員会報告書』がまとめられた。これに基づき「横浜市立脳血管医療センター」（現 横浜市立脳卒中・神経脊椎センター）に統合されることが決定し、1999年4月1日に閉院。

### 横浜市立脳卒中・神経脊椎センター
1999年8月、万治病院跡地に「横浜市立脳血管医療センター」と老人保健施設が開院。脳血管疾患に対し「救命だけでなく、予防を含み、発症直後からの早期リハビリテーションを重点的に行う」ことを理念としていたが、チーム医療が十分機能していないことや看護師の退職率の高さなど必ずしも十分なものではなかった。そこで2015年1月1日、脳血管疾患に加え神経疾患・脊椎脊髄疾患へ医療機能を拡充し、名称を「横浜市立 脳卒中・神経脊椎センター」に改めた。病床数は300あり、そのうち約200床が神経疾患および脊椎疾患、約100床はリハビリテーション専用として運用されている。小児の脊椎側彎症の治療も特徴の一つである。

## 診療科
診療科

- 脳卒中・神経疾患部門
- 脳神経内科
- 脳神経外科
- 整形外科
- 循環器内科
- リハビリテーション科
- 総合診療科
- 放射線科
- 麻酔科

部門

- 医師事務作業補助者
- リハビリテーション部
- 画像診断部
- 検査部
- 薬剤部
- 栄養部
- 臨床研究部
- 臨床工学部
- 医療安全管理室
- 地域連携総合相談室
- 介護老人保健施設
- 看護部

## 交通アクセス
- 京急本線 南太田駅・横浜市営地下鉄ブルーライン 吉野町駅から無料シャトルバス[12]
- JR根岸線 根岸駅から横浜市営バス135系統「脳卒中・神経脊椎センター」下車
- JR根岸線 根岸駅・磯子駅、京浜急行屏風浦駅から市営バス78系統、上大岡駅から市営バス133系統、地下鉄弘明寺駅から市営バス9系統「滝頭地域ケアプラザ前」下車 徒歩5分